# 사익재
사익재(四益齋)는 경상북도 안동시 북후면 옹천리에 있다. 2009년 1월 21일 안동시의 문화유산 제14호로 지정되었다.